# James A. McDougall

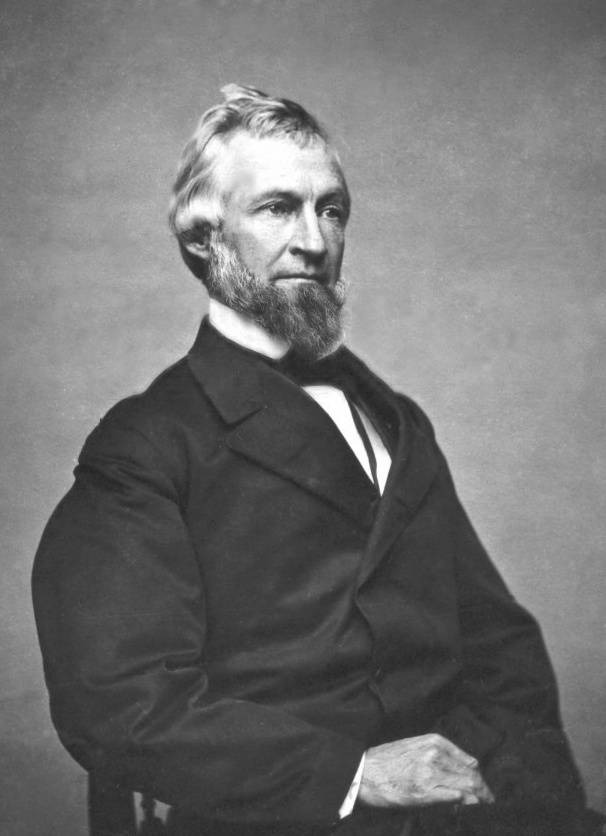
James A. McDougall

James Alexander McDougall (* 19. November 1817 in Bethlehem, New York; † 3. September 1867 in Albany, New York) war ein US-amerikanischer Jurist und Politiker. Er war Attorney General der Bundesstaaten Illinois und Kalifornien sowie Mitglied im Repräsentantenhaus der Vereinigten Staaten und im Senat der Vereinigten Staaten für Kalifornien.

## Frühes Leben
James Alexander McDougall wurde am 19. November 1817 in Bethlehem im Albany County geboren. Er besuchte die Grammar Schools in Albany, wo er hervorragend in Mathematik und Bauingenieurwesen war. Er nahm an der Erkundung der Mohawk and Hudson Railroad teil, die später als Albany and Schenectady Railroad bekannt wurde und eine der ersten des Landes war. Er begann sein Studium der Rechtswissenschaften in Albany und zog dann in das Pike County in Illinois. 1838 heiratete er die Tochter eines einflussreichen Anwalts aus Jacksonville und trat den Demokraten bei. Nachdem er sein Studium abgeschlossen hatte, begann er im Cook County zu praktizieren. Hier lernte er den ebenfalls später sehr erfolgreichen Chicagoer Anwalt Stephen A. Douglas kennen.

## Politische Karriere

### Illinois
Im Januar 1843 wurde der 25 Jahre alte McDougall als Nachfolger von Josiah Lamborn zum Attorney General von Illinois gewählt und 1844 für eine weitere Amtszeit bestätigt. Obwohl klein von Statur, hatte er außergewöhnliche körperliche und geistige Ausdauer. Er war ein brillanter Redner, der seine sprachlichen Fähigkeiten geschickt einzusetzen vermochte, um einer der meistbeachteten Redner des Westens zu werden.
Nach dem Ende seiner Amtszeiten als Attorney General praktizierte McDougall wieder als Anwalt in Chicago und baute eine Kanzlei zusammen mit Ebenezer Peck auf. Während seiner Zeit in Illinois schloss McDougall Freundschaft mit vielen bekannten Anwälten, unter anderem Edward Dickinson Baker und Abraham Lincoln. Im Jahre 1849 war McDougall einer der einflussreichsten Männer von Illinois; er war jedoch auch sehr an der Erkundung und Erschließung des Westens interessiert. McDougall organisierte und begleitete die Erkundungen des Rio del Norte, Gila River und Colorado River. Er erreichte das Quellgebiet des Rio Grande im Südwesten des in der Gründung begriffenen Colorado-Territoriums. Als McDougall vom Goldrausch in Kalifornien erfuhr, kehrte er nach Illinois zurück und zog mit seiner Familie nach San Francisco an Bord der California.

### Kalifornien
In Kalifornien arbeitete McDougall zunächst wieder als Anwalt, wurde jedoch schon im Oktober 1850 zum kalifornischen Attorney General gewählt. Er trat nach einem Jahr zurück, um einen Sitz in der California State Legislature einzunehmen.
1852 wurde McDougall für den zweiten Wahlbezirk seines Staates in das Repräsentantenhaus der Vereinigten Staaten gewählt. Eines seiner Hauptanliegen war, die Unterstützung der Bundesregierung für eine Eisenbahntrasse zum Pazifik zu erlangen. Er legte einen entsprechenden Gesetzentwurf vor; dieser wurde jedoch von Thomas Hart Benton abgelehnt. Nach dem Ende der Amtszeit 1855 kehrte McDougall als Anwalt nach San Francisco zurück.
1860 trat McDougall bei der Wahl zum US-Senat an. Die Demokraten in Kalifornien waren gespalten über die Sezession. Um zu verhindern, dass ein demokratischer Sezessionsanhänger gewählt würde, unterstützten die Republikaner McDougall, was diesem zum Sieg verhalf.

### Washington, D.C.
McDougall setzte sich weiter für den Bau einer Pazifik-Eisenbahn ein, aber Alkoholismus machte ihn ineffektiv. Bereits 1862 vernachlässigte er seine Senatspflichten und fiel durch zahlreiche Skandale auf. Er kämpfte gegen einige von Lincolns Kriegsgesetzen, konnte aber nichts ausrichten. Während der gesamten Amtszeit kehrte er nicht ein einziges Mal nach Kalifornien zurück.

## Lebensabend
Nach dem Ende seiner Amtszeit als Senator kehrte McDougall in sein Jugendhaus in Albany zurück, wo er am 3. September 1867 vermutlich an den Folgen des Alkoholismus starb. Seinen Wünschen entsprechend wurde sein Leichnam nach Kalifornien gebracht und auf dem Lone Mountain Cemetery (später Calvary Cemetery) in San Francisco beigesetzt. 1942 wurden seine Gebeine auf den Holy Cross Cemetery in Colma umgebettet.